# Mastomys
Mastomys (Мастоміс) — рід гризунів родини Мишевих.

## Опис тварин
Довжина тіла 6-17 сантиметрів, хвіст довжиною 6-15 см, вага 20-80 грамів. Колір хутра зверху коричневий або сірий, низ сірий або білий. Мають коротку, м'яку шерсть. Самиці деяких видів мають до 24 молочних залоз (більше, ніж будь-які інші гризуни), у М. shortridgei однак, є тільки 10 молочних залоз.

## Проживання
Широко розповсюджений в Африці південніше Сахари. Населяє савани, напівпустелі та сухі ліси. Живуть в африканських селах. Завоювання міста не вдалося, ймовірно, через конкуренцію з чорним і сірим пацюками. Цей рід відомий в Африці з пізнього пліоцену.

## Поведінка
Їдять фрукти, насіння і безхребетних. Сумно відомі як передавачі хвороб (чума, лептоспіроз і гарячка Ласса).

## Відтворення
В середньому у приплоді 10—12 дитинчат, але може сягати 22. Буває два приплоди на рік, як правило. Вагітність триває 23 дні. Новонароджені важать близько 1,8 грама, відкриваються їх очі за 16 днів, годуються молоком три тижні.

## Види
- Mastomys awashensis (Lavrenchenko, Likhnova, and Baskevich, 1998)
- Mastomys coucha (Smith, 1834)
- Mastomys erythroleucus (Temminck, 1853)
- Mastomys huberti (Wroughton, 1909)
- Mastomys kollmannspergeri (Petter, 1957)
- Mastomys natalensis (Smith, 1834)
- Mastomys pernanus (Kershaw, 1921)
- Mastomys shortridgei (St. Leger, 1933)